# Grand Prix automobile de Grande-Bretagne 1991
GP précédent GP suivant
Le Grand Prix automobile de Grande-Bretagne 1991 (British Grand Prix), disputé sur le circuit de Silverstone le 14 juillet 1991, est la 508e épreuve du championnat du monde de Formule 1 courue depuis 1950 et la huitième manche du championnat 1991.

## Classement

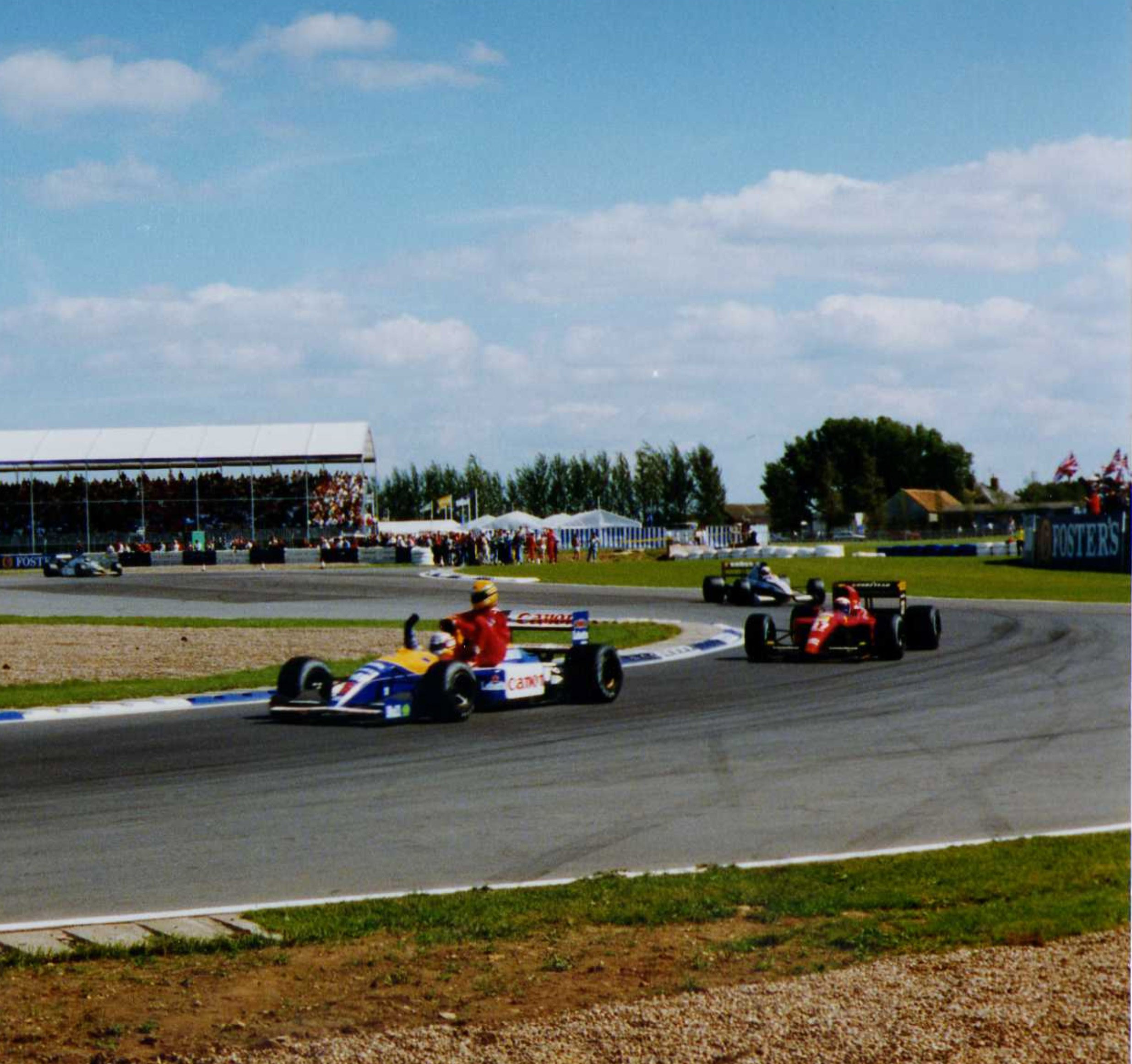
Senna, quatrième, sur la monoplace de Mansell, vainqueur, à Silverstone.

| Pos. | No | Pilote             | Écurie               | Tours | Temps/Abandon                      | Grille | Points |
| ---- | -- | ------------------ | -------------------- | ----- | ---------------------------------- | ------ | ------ |
| 1    | 5  | Nigel Mansell      | Williams-Renault     | 59    | 1 h 27 min 35 s 479 (211,209 km/h) | 1      | 10     |
| 2    | 2  | Gerhard Berger     | McLaren-Honda        | 59    | + 42 s 293                         | 4      | 6      |
| 3    | 27 | Alain Prost        | Ferrari              | 59    | + 1 min 00 s 150                   | 5      | 4      |
| 4    | 1  | Ayrton Senna       | McLaren-Honda        | 58    | Panne d'essence                    | 2      | 3      |
| 5    | 20 | Nelson Piquet      | Benetton-Ford        | 58    | + 1 tour                           | 8      | 2      |
| 6    | 32 | Bertrand Gachot    | Jordan-Ford          | 58    | + 1 tour                           | 17     | 1      |
| 7    | 4  | Stefano Modena     | Tyrrell-Honda        | 58    | + 1 tour                           | 10     |        |
| 8    | 3  | Satoru Nakajima    | Tyrrell-Honda        | 58    | + 1 tour                           | 15     |        |
| 9    | 23 | Pierluigi Martini  | Minardi-Ferrari      | 58    | + 1 tour                           | 23     |        |
| 10   | 21 | Emanuele Pirro     | Scuderia Italia-Judd | 57    | + 2 tours                          | 18     |        |
| 11   | 24 | Gianni Morbidelli  | Minardi-Ferrari      | 57    | + 2 tours                          | 20     |        |
| 12   | 11 | Mika Häkkinen      | Lotus-Judd           | 57    | + 2 tours                          | 25     |        |
| 13   | 22 | Jyrki Järvilehto   | Scuderia Italia-Judd | 56    | + 3 tours                          | 11     |        |
| 14   | 12 | Johnny Herbert     | Lotus-Judd           | 55    | Fuite d'huile                      | 24     |        |
| Abd. | 8  | Mark Blundell      | Brabham-Yamaha       | 52    | Moteur                             | 12     |        |
| Abd. | 33 | Andrea De Cesaris  | Jordan-Ford          | 41    | Accident                           | 13     |        |
| Abd. | 28 | Jean Alesi         | Ferrari              | 31    | Collision                          | 6      |        |
| Abd. | 30 | Aguri Suzuki       | Larrousse-Ford       | 29    | Collision                          | 22     |        |
| Abd. | 25 | Thierry Boutsen    | Ligier-Lamborghini   | 29    | Moteur                             | 19     |        |
| Abd. | 7  | Martin Brundle     | Brabham-Yamaha       | 28    | Accélérateur                       | 14     |        |
| Abd. | 9  | Michele Alboreto   | Footwork-Porsche     | 25    | Transmission                       | 26     |        |
| Abd. | 15 | Mauricio Gugelmin  | Leyton House-Ilmor   | 24    | Châssis                            | 9      |        |
| Abd. | 19 | Roberto Moreno     | Benetton-Ford        | 21    | Boîte de vitesses                  | 7      |        |
| Abd. | 29 | Éric Bernard       | Larrousse-Ford       | 21    | Transmission                       | 21     |        |
| Abd. | 16 | Ivan Capelli       | Leyton House-Ilmor   | 16    | Sortie de piste                    | 16     |        |
| Abd. | 6  | Riccardo Patrese   | Williams-Renault     | 1     | Collision                          | 3      |        |
| Nq.  | 26 | Érik Comas         | Ligier-Lamborghini   |       | Non qualifié                       |        |        |
| Nq.  | 10 | Stefan Johansson   | Footwork-Porsche     |       | Non qualifié                       |        |        |
| Nq.  | 18 | Fabrizio Barbazza  | AGS-Ford             |       | Non qualifié                       |        |        |
| Nq.  | 17 | Gabriele Tarquini  | AGS-Ford             |       | Non qualifié                       |        |        |
| Npq. | 14 | Olivier Grouillard | Fondmetal-Ford       |       | Non préqualifié                    |        |        |
| Npq. | 34 | Nicola Larini      | Modena-Lamborghini   |       | Non préqualifié                    |        |        |
| Npq. | 35 | Eric van de Poele  | Modena-Lamborghini   |       | Non préqualifié                    |        |        |
| Npq. | 13 | Pedro Chaves       | Coloni-Ford          |       | Non préqualifié                    |        |        |

## Pole position et record du tour
- Pole position : Nigel Mansell en  1 min 20 s 939 (vitesse moyenne : 232,442 km/h).
- Meilleur tour en course : Nigel Mansell en 1 min 26 s 379 au 43e tour (vitesse moyenne : 217,803 km/h).

## Tours en tête
- Nigel Mansell : 59 (1-59)

## Statistiques
- 18e victoire pour Nigel Mansell.
- 47e victoire pour Williams en tant que constructeur.
- 27e victoire pour Renault en tant que motoriste.